# اداره ملی مالکیت فکری چین

حق اختراعاتی که بین سالهای ۲۰۰۲ تا ۲۰۱۳ به مخترعان چینی و خارجی اعطا شده‌است.

اداره ملی مالکیت فکری چین (CNIPA; چینی: 国家知识产权局) که با نام اداره ثبت اختراع چین نیز شناخته می‌شود، اداره ثبت اختراع جمهوری خلق چین (PRC) است. این سازمان در سال ۱۹۸۰ به عنوان دفتر ثبت اختراع جمهوری خلق چین تأسیس شد. از نام های پیشین این اداره می‌توان به «اداره مالکیت معنوی دولت» (SIPO)، سپس «اداره ملی مالکیت فکری»، اشاره کرد. در نهایت این سازمان «اداره ملی مالکیت فکری چین» نامیده شد. این سازمان به گفته خودش «مسئول ثبت اختراع و هماهنگی جامع امور خارجی در زمینه مالکیت فکری» است.